# مهدي ناصري
مهدي ناصري (بالفارسية: مهدی نصیری) هو لاعب كرة قدم إيراني في مركز الدفاع، ولد في 11 نوفمبر 1987 في مدينة أصفهان في إيران. لعب مع نادي سباهان أصفهان ونادي شاهين بوشهر.

## وصلات خارجية
- مهدي ناصري على موقع قاعدة بيانات كرة القدم.إي يو (الإنجليزية)
- مهدي ناصري على موقع Soccerway.com (الإنجليزية)